# Limacinidae
Limacinidae es una familia de pequeños caracoles marinos, pterópodos, gasterópodos pelágicos en el clado Thecosomata (mariposas marinas).

## Géneros
La familia Limacinidae incluye los siguientes géneros:
- Altaspiratella Korobkov, 1966[3] - sinónimo: Plotophysops Curry, 1982[4]
  - † A. elongatoidea (Aldrich, 1887) - especie tipo del género Altaspiratella[3]
  - † A. bearnensis (Curry, 1982)[4]
  - † A. multispira (Curry, 1982)[4]
- Currylimacina Janssen, 2003[3][4]
  - C. cossmanni (Curry, 1981) - especie tipo del género[3]
- Heliconoides d'Orbigny, 1835[3][4] - Heliconoides puede ser dividido en varios géneros separados.[4]
  - † H. auriformis (Curry, 1982)[4]
  - † H. daguini Cahuzac & Janssen, 2010[4]
  - † H. hospes (Rolle, 1861)[4]
  - (reciente) H. inflatus (d'Orbigny, 1836)[4] - especie tipo del género[4] = Limacina inflata (d'Orbigny, 1836)
  - † H. linneensis Janssen, 2008[4]
  - † H. mercinensis (Watelet & Lefèvre, 1885)[5]
  - † H. merlei Cahuzac & Janssen, 2010[4]
  - † H. mermuysi Cahuzac & Janssen, 2010[4]
  - † H. nemoris (Curry, 1965)[4]
  - † H. paula (Curry, 1982)[4]
  - † H. pyrenaica Cahuzac & Janssen, 2010[4]
  - † H. sondaari Janssen, 2007[6]
  - † H. tertiaria (Tate, 1887)[4]
- Limacina. Bosc, 1817[3] - género tipo de la familia Limacinidae[1]
- Striolimacina Janssen, 1999[3][6]
  - † S. andaensis Janssen, 2007[6]
  - † S. imitans (Gabb, 1873) - especie tipo del género Striolimacina[6]
- Curry, 1965
- Thielea
  - (reciente) T. procera Strebel, 1908 = helicoides (Jeffreys, 1877) , es la especie tipo del género.[3]
- género nuevo?[3]
  - Limacina adornata Hodgkinson, 1992[3]

Algunos géneros han sido asignados a sinónimos:
- Embolus Jeffreys, 1869: sinónimo de Heliconoides d'Orbigny, 1835
- Heterofusus Fleming, 1823; sinónimo de Limacina Bosc, 1817
- Lornia Marwick, 1926; sinónimo de Limacina Bosc, 1817
- Munthea van der Spoel, 1967; sinónimo de Limacina Bosc, 1817
- † Plotophysops Curry, 1982; sinónimo de † Altaspiratella Korobkov, 1966
- Polloneria Sulliotti, 1888: sinónimo de Heliconoides d'Orbigny, 1835.
- Protomedea O. G. Costa, 1861; sinónimo de Heliconoides d'Orbigny, 1835
- Scaea Philippi, 1844: sinónimo de Limacina Bosc, 1817
- Spiratella Blainville, 1817: sinónimo de Limacina Bosc, 1817
- Spirialis Eydoux & Souleyet, 1840: sinónimo de Limacina Bosc, 1817
- Thilea; sinónimo de Thielea Strebel, 1908